# Thought You Were on My Side
Thought You Were on My Side is een nummer van de Amerikaanse band Cock Robin uit 1986. Het is de tweede single van hun titelloze debuutalbum.
"Thought You Were on My Side" gaat over een man die zich afvraagt waarom zijn relatie gestrand is. Het nummer flopte in thuisland de Verenigde Staten, maar werd in Frankrijk, Duitsland en het Nederlandse taalgebied wel een hit. In het Nederlandse taalgebied was de plaat het meest succesvol; met een 5e positie in de Nederlandse Top 40 en een 4e positie in de Vlaamse Radio 2 Top 30.

## NPO Radio 2 Top 2000
| Nummer met noteringen in de NPO Radio 2 Top 2000 | '99  | '00-'03 | '04  |
| ------------------------------------------------ | ---- | ------- | ---- |
| Thought You Were on My Side                      | 1667 | -       | 1794 |

1. ↑  Een '-' betekent dat het nummer niet was genoteerd en een vetgedrukt getal geeft de hoogste notering aan.
2. ↑  Deze tabel is bijgewerkt tot en met de laatste editie (2024).